# Brigetio

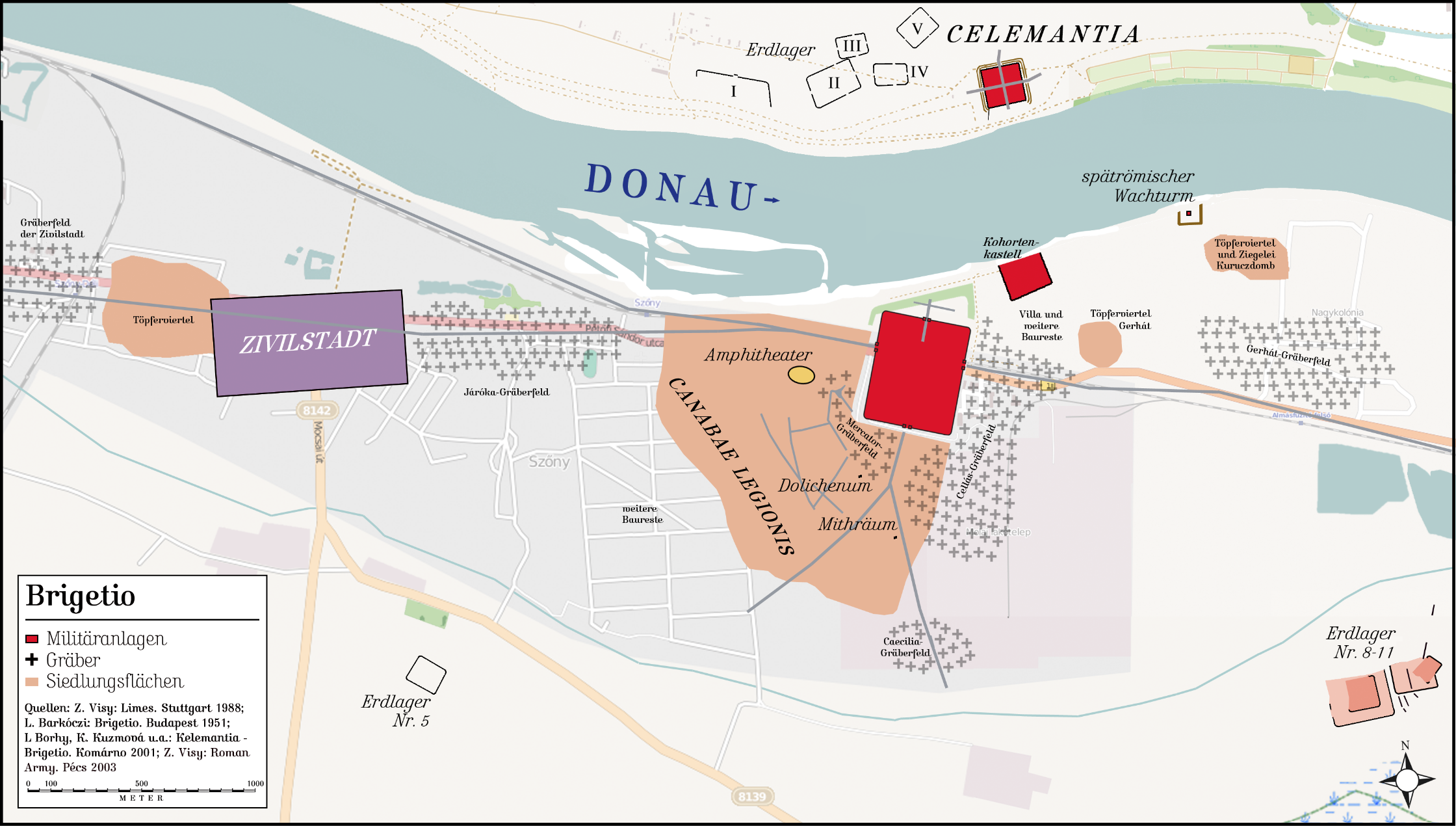
Brigetio térképe

Brigetio jelentős katonai tábor és polgárváros volt az ókori Római Birodalom Pannonia tartományában.

## Nevének eredete
Neve kelta eredetű, brig töve a német Berg (hegy), illetve az óegyházi szláv breg (partoldal, domb)  főnévvel rokon.

## Fekvése

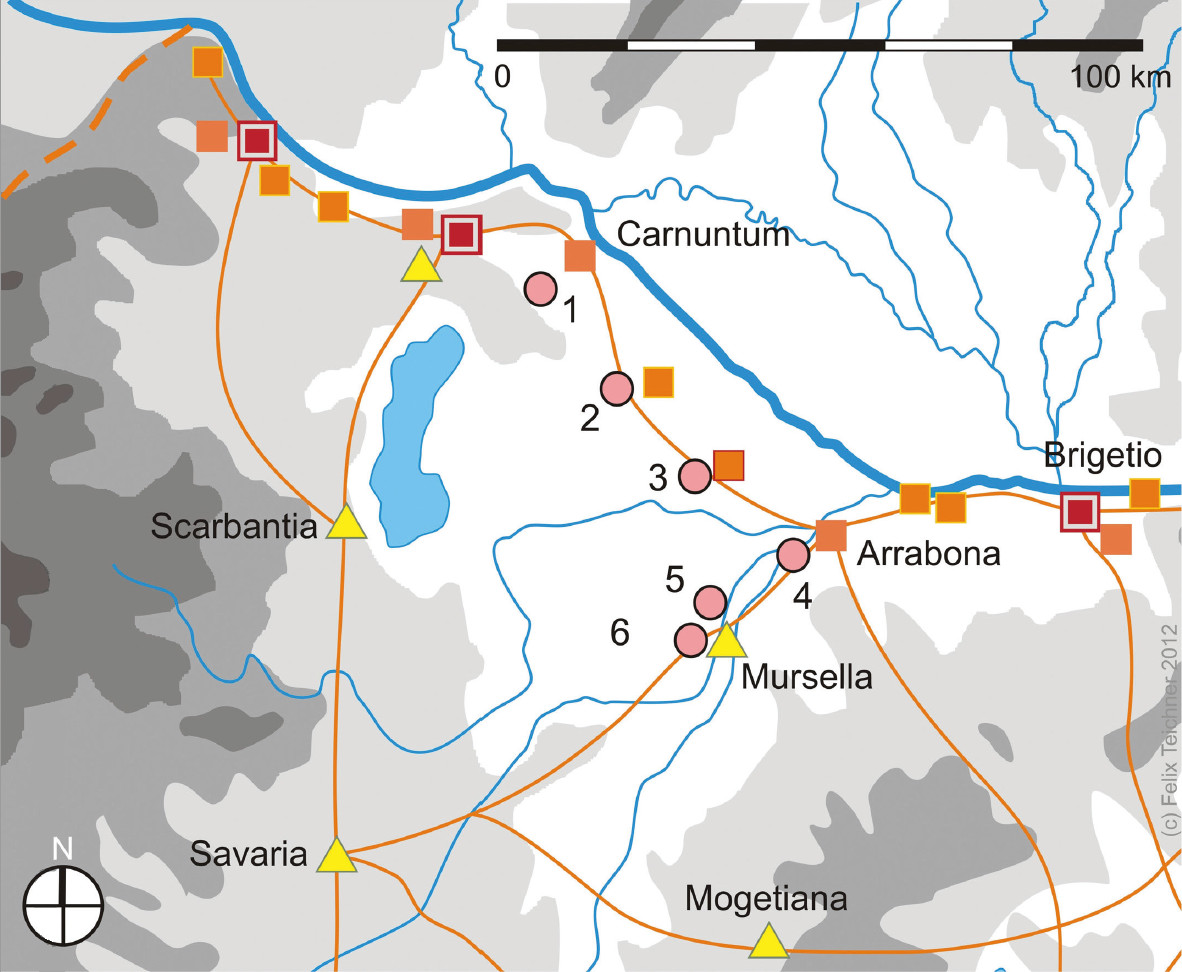
Brigetio fekvése

Magyarországon, Komárom városában, Szőny területén, a Duna jobb partján található.
A Vindobonát Aquincummal összekötő limesút mentén helyezkedett el, nyugati szomszédja Ad Mures (a mai Ács területén) erődje, keleti pedig Azaum (a mai Almásfüzitőtől keletre) erődje volt, melyekben segédcsapatok állomásoztak.

## Története

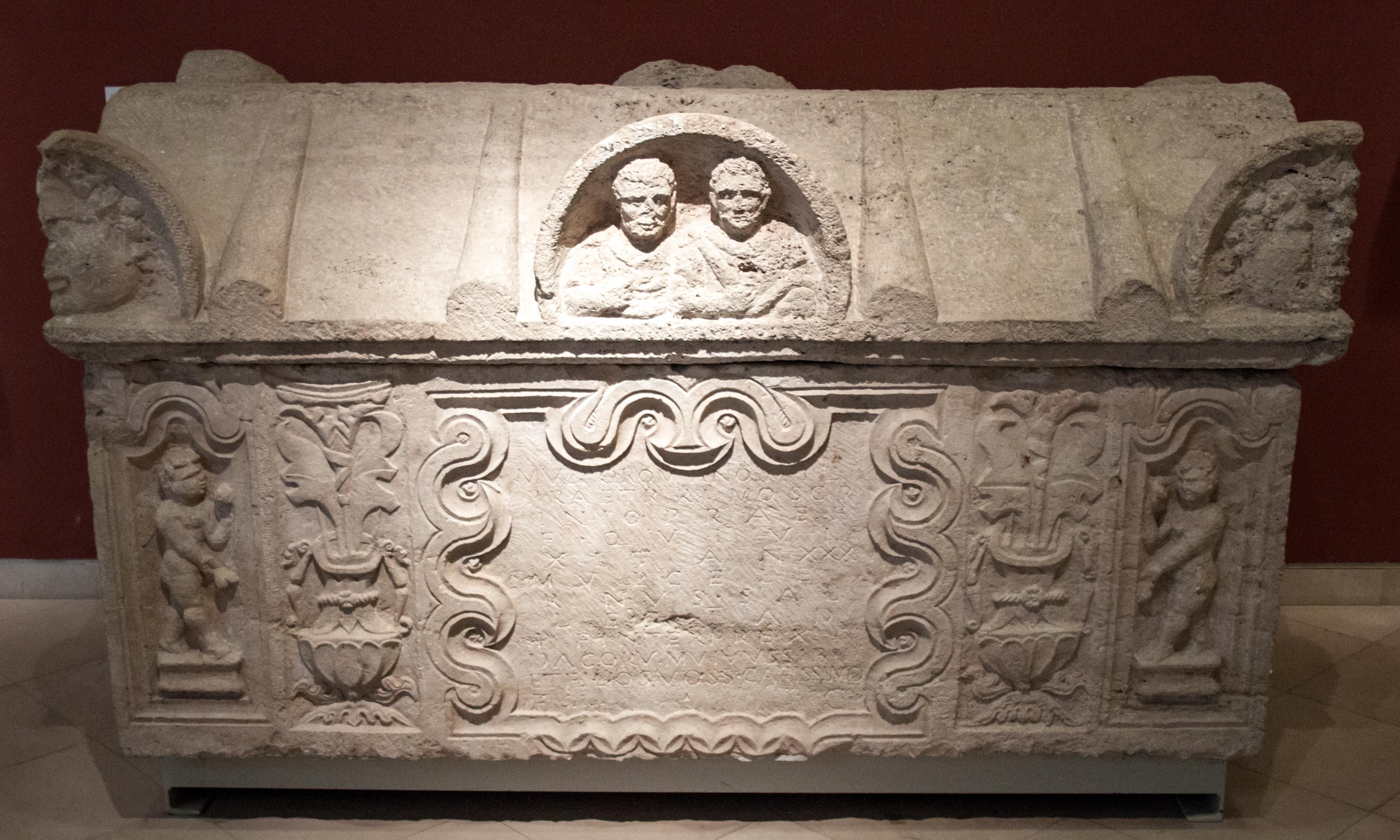
Szőnyben talált római szarkofág az i. sz. 3. századból

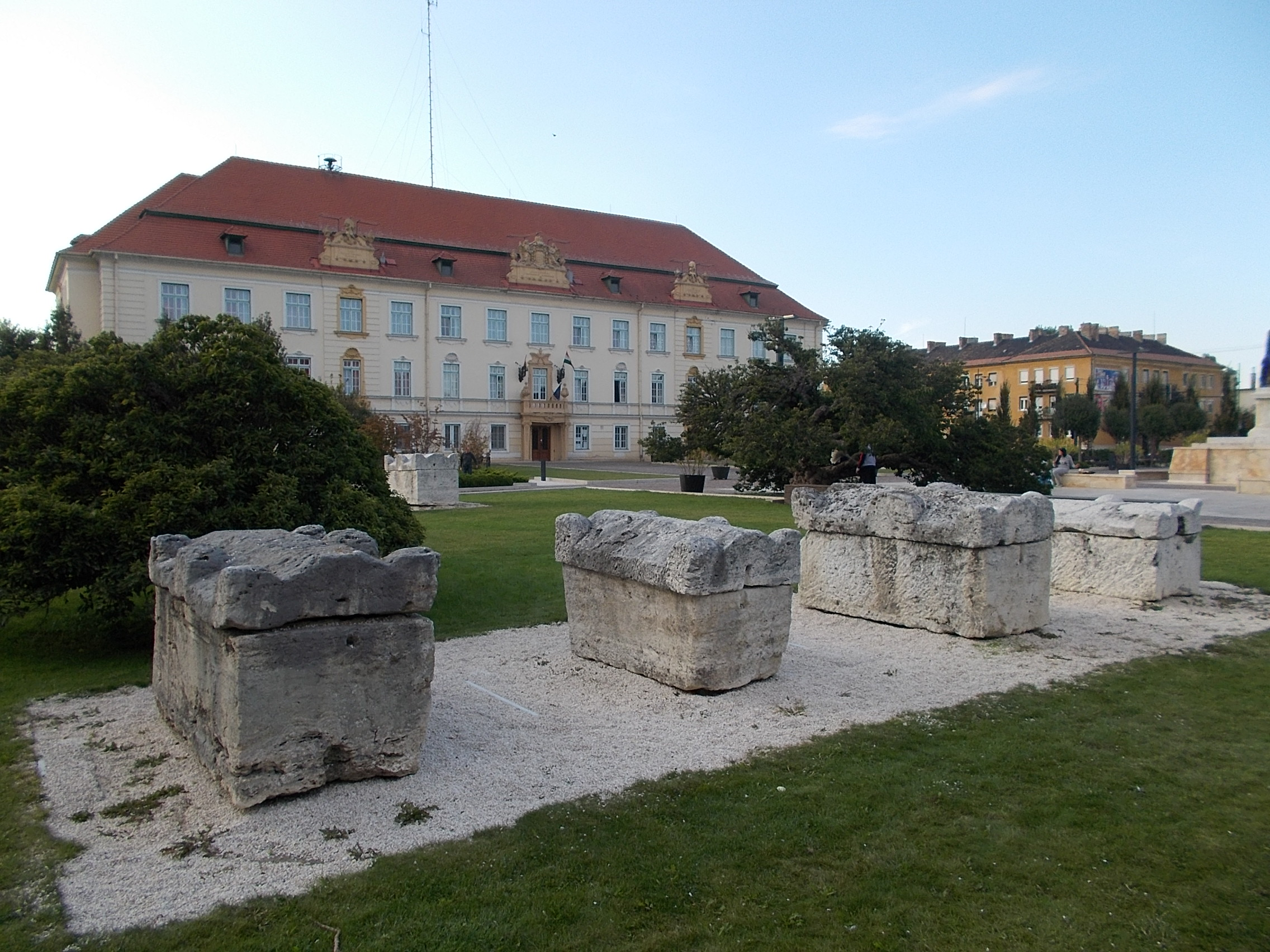
Római szarkofágok Komáromban

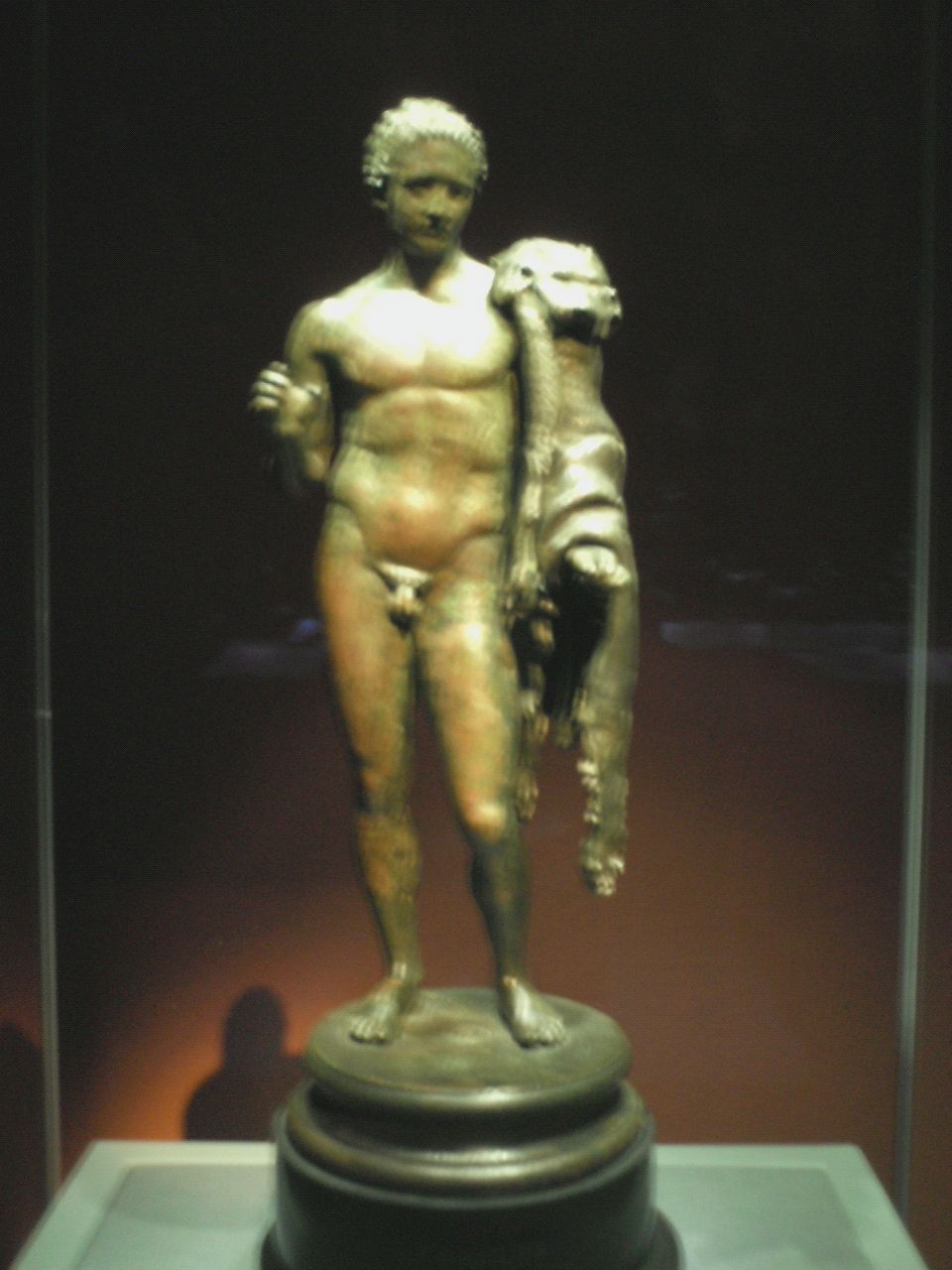
Herkules-szobor Brigetióból (A Bécsi Szépművészeti Múzeumban van kiállítva)

A római hódítás előtt a kelták azalusz törzsének települése.
Az 1. század végétől a Római Birodalom részeként fontos határvédelmi szerepet töltött be. A katonai tábort, más néven castrumot, Traianus császár 100 körül kezdte építtetni az észak felől támadó kvádok elleni stratégiai fontosságú helyen, a Vág folyó – mely a kvádok egyik fontos hadi útvonalának számított – torkolatának közelében. Kezdetben rövid ideig a XI. Claudius legio és a XXX. Ulpius legio állomáshelye.
Az  540×430 méter méretű castrum közelében épült fel a canabae, a katonák családjai számára, illetve a hadsereget kiszolgáló kereskedők, kézművesek részére létrehozott település. A castrum kikötőjében állomásozott a Classis Flavia Pannonica dunai flotta második hajóraja, s a Duna bal partján, a mai Izsa határában felépült Celemantia, a 20 bástyatoronnyal védett castellum, ahol néhány cohors állomásozott. A Celemantia-val való összeköttetést és utánpótlást egy ideiglenes ponton híd is szolgálta. A castrumtól nyugatra terült el a polgárváros, mely a birodalom többi városához hasonlóan rendelkezett szentélyekkel, amphiteatrummal, vízvezetékkel, fürdőkkel, padlófűtéses lakóházakkal, csatornázással. Mivel az itt állomásozó katonaság egy része a birodalom keleti tartományaiból származott, a városban a keleti istenségek szentélyei, oltárai is fellelhetőek. Békeidőben a város egyúttal a kvádokkal való kereskedelem egyik fontos színtere.
A katonai tábor jelentőségét bizonyítja az a tény is, hogy a 2. század elejétől a római uralom végéig, itt állomásozott a négy pannoniai legio egyike, a Legio I Adiutrix, az "Első tartalék legio".
Brigetio kezdetben – a 106-ban kettéosztott Pannonia tartomány nyugati felén létrehozott – Felső Pannonia tartományhoz tartozott. Caracalla császár a 3. század elején Brigetiót Alsó Pannoniához csatolta, csökkentve ezáltal a Felső Pannonia tartomány helytartójának parancsnoksága alá tartozó legiok számát, s így meggyengítve annak politikai hatalmát is.
A város municipium rangra emelése 214-ben szintén Caracalla nevéhez fűződik. Ezt követően a várost rövidesen colonia rangra emelték.
I. Valentinianus császár 375. november 17-én agyvérzés következtében, a katonai táborban halt meg.

## Az ásatások leletanyagai
Az ásatások során előkerültek a Brigetio katonai táborában állomásozó légiók pecsétjeivel díszített tetőcserepek és téglák, bronz pénzérmék, ékszerek, üveg- és kerámiaedények, valamint egy közel 800 négyzetméteres fürdőkomplexum maradványai.
Az ásatások leletanyagai megtekinthetők:
- a komáromi Klapka György Múzeumban
- Kállay Ödön Brigetio-gyűjteménye a tatai Kuny Domokos Múzeumban

Egyéb gyűjtemények találhatóak a Duna Menti Múzeumban, a Magyar Nemzeti Múzeumban és a győri múzeumban.